# Koupa
La Koupa (en russe : Купа) est une rivière de Russie qui coule dans l'est de l'oblast d'Irkoutsk, en Sibérie orientale. C'est un affluent en rive droite de la Kouta donc un sous-affluent de la Léna.

## Géographie
La Koupa est longue de quelque 220 kilomètres. Son bassin versant a une superficie de quelque 3 200 km2, c'est-à-dire une surface comparable à celle du département français de la Loire, ou encore à celle du canton de Vaud en Suisse.
Le débit moyen observé à son point de confluence est de plus ou moins  20 m3/s.
La Koupa coule au sud-est de la ville d'Oust-Kout, dans une vaste zone de taïga quasi dépeuplée, au sud-est du plateau de la Léna, partie sud-est du grand plateau de Sibérie centrale. Peu après sa naissance, elle adopte la direction du nord et coule vers le nord-nord-est sur quelque 220 kilomètres à l'ouest du cours inférieur de la Kouta mais en sens inverse.

## Hydrométrie - Les débits mensuels à Muka
La Koupa est une rivière bien alimentée. Son débit a été observé pendant 35 ans (sur la période allant de 1956 à 1990) à Muka, station située à 42 km de son point de confluence avec la Kouta, à 344 mètres d'altitude .
Le débit annuel moyen ou module observé à Muka durant cette période était de 16,97 m3/s pour une surface drainée de 2 220 km2, soit unpeu plus des deux tiers du bassin versant de la rivière. La lame d'eau d'écoulement annuel dans le bassin se montait de ce fait à 250 millimètres, ce qui doit être considéré comme assez élevé dans le contexte du bassin de la Léna.
La rivière est alimentée en partie par la fonte des neiges, mais aussi par les pluies de l'été et de l'automne. Son régime est de ce fait nivo-pluvial.
Les hautes eaux se déroulent au printemps, aux mois de mai et de juin, ce qui 
correspond au dégel et à la fonte des neiges. Le bassin bénéficie de bonnes précipitations en toutes saisons, surtout en été. Elles tombent sous forme de pluie en été et partiellement en automne, ce qui explique que le débit de juillet à septembre soit bien soutenu. Aux mois d'octobre puis de novembre, le débit de la rivière baisse très progressivement, ce qui mène à la période des basses eaux. Celle-ci a lieu de décembre à avril et correspond au long hiver sibérien.
Le débit moyen mensuel observé en mars (minimum d'étiage) est de 6,20 m3/s, soit plus ou moins 10 % du débit moyen du mois de mai (66,44 m3/s), ce qui témoigne d'une 
amplitude des variations saisonnières fort modérée pour la Sibérie de l'est. Cependant les écarts de débits mensuels peuvent être plus importants d'après les années : sur la durée d'observation de 35 ans, le débit mensuel minimal a été de 3,46 m3/s en avril 1979, tandis que le débit mensuel maximal s'élevait à 89,60 m3/s en mai 1970.
En ce qui concerne la période libre de glace (de mai à septembre inclus), toujours sur cette période de 35 ans, le débit minimal observé a été de 6,76 m3/s en juillet 1977, ce qui restait très appréciable pour ce petit bassin.